# Ernst Wendt
Pour les articles homonymes, voir Wendt.
Ernst Eduard Amandus Wendt (né le 26 octobre 1876 à Dantzig et mort le 6 mars 1946 à Bad Wildungen) est un acteur et metteur en scène allemand de théâtre, qui fut également réalisateur, scénariste et à l'occasion acteur de cinéma pendant la période du cinéma muet.

## Biographie
Ernst Wendt se rend à la fin du XIXe siècle au humanistische Gymnasium de sa ville natale puis se forme de manière artistique avec Ernst Arndt. Toujours dans les années 1890, il se porte volontaire au théâtre de la ville de Gdansk avant d’être engagé dans la saison 1897-1898 en tant que jeune espoir du théâtre de la ville de Kiel. Il est ensuite un an au théâtre de la ville de Rostock puis obtient des engagements d'un an à Hambourg et à Graz. Entre-temps, Wendt sert pendant un an dans le 128e régiment d'infanterie. D'autres engagement le mènent au Schauspielhaus de Hambourg, aux Vereinigten Bühnen de Breslau (1903-1906), au Hoftheater de Darmstadt (1906-1908) et Dresde (1908-1911) et au Schauspielhaus de Leipzig (1911-1912). De 1912 à 1917, il est engagé au théâtre de Francfort (de), puis au Reinhardt-Bühnen (de) à Berlin.
En 1918, Wendt, habitant à Berlin, est amené au cinéma par Bruno Decarli et fait ses débuts dans Das Maskenfest des Lebens. Un an plus tard, en 1919, il reçoit de Decarli pour la première fois l'opportunité de travailler en tant que réalisateur et met en scène pour la société de production de l’acteur, Decarli-Film K.G., des films tels que Störtebeker, Uriel Acosta et Le Revenant au baiser mortel , dans lesquels Decarli tient souvent le rôle principal. Il écrit également le scénario pour certaines de ces productions. Déjà après la première partie d'un portrait de Bismarck (de) en 1925, la carrière cinématographique de Wendt s'achève.
Wendt revient à la scène. On le voit d'abord (dans la seconde moitié des années 1920) en tant que membre d'un ensemble de petites scènes de Berlin, avant de suivre un appel du Kleiner Theater de Cassel pour la saison 1928-1929. Deux ans plus tard, en 1930, Wendt est nommé metteur en scène au Staatstheater Kassel. Dans la ville de la Hesse du nord, Ernst Wendt est aussi acteur dans les années 1930 et 1940 jusqu'à la fermeture de toutes les scènes allemandes à l'été 1944, décrétée par le ministre de la Propagande, Goebbels. De 1933 à 1937, il occupe à la place de metteur en scène adjoint du Preußischen Staatstheater. En outre, Wendt occupe, au cours de la Seconde Guerre mondiale, le poste de directeur de la Chambre du théâtre du Reich du Gau de l'Électorat de Hesse (de).
Wendt se marie en 1902 avec Emilie Stark (1876–1946) qui lui survit un mois.

## Filmographie

### Comme réalisateur
- 1919 : Störtebeker
- 1920 : Uriel Acosta
- 1921 : Der Herr der Bestien (de)
- 1921 : Die Schreckensnacht in der Menagerie
- 1921 : Unter Räubern und Bestien
- 1922 : Die Rache der Afrikanerin / Allein im Urwald
- 1922 : Die Tigerin (de)
- 1922 : Le Revenant au baiser mortel
- 1922 : Die weisse Wüste
- 1925 : Bismarck, 1. Teil (de)

### Comme scénariste
- 1921 : Der Herr der Bestien
- 1921 : Le Revenant au baiser mortel
- 1922 : Die weisse Wüste

### Comme acteur
- 1918 : Das Maskenfest des Lebens
- 1918 : Mania. Die Geschichte einer Zigarettenarbeiterin
- 1919 : Morphium